# Friedrich Tillmann
Friedrich Tillmann (* 6. August 1903 in Mülheim am Rhein; † 12. Februar 1964 in Köln) war im nationalsozialistischen Deutschen Reich Direktor der Wohlfahrtswaisenpflege der Stadt Köln und von 1940 bis 1942 auch Leiter der Büroabteilung der mit der Durchführung der „Euthanasie-Aktion T4“ beauftragten Zentraldienststelle T4.

## Leben
Friedrich Tillmann wurde als Sohn eines Schmiedemeisters geboren; er hatte zwei jüngere Brüder. Nach vierjährigem Besuch der Volksschule trat er in das Staatliche Gymnasium ein. Nach einem Jahr wechselte er zu einem Realgymnasium, später zu einer Privatschule, wo er 1921 die mittlere Reife erlangte. Im gleichen Jahr begann er eine kaufmännische Lehre.
Wie auch seine Eltern war Tillmann tief vom katholischen Glauben geprägt. Politisch fühlte er sich national bestimmten Richtungen verbunden: Während seiner Lehrzeit wendete er sich rechtsgerichteten Jugendorganisationen zu; 1923 trat er der NSDAP bei. Bei einer politisch motivierten Schlägerei wurde er durch einen Messerstich erheblich verletzt. Nach dem NSDAP-Verbot vom November 1923 schloss Tillmann sich der von dem ehemaligen Freikorpsführer Gerhard Roßbach gegründeten „Schilljugend“ an und wurde „Gauführer“ in dieser Organisation.
Nach Wiederzulassung der NSDAP trat er am 27. Juni 1925 erneut ein (Mitgliedsnummer 13.351). Er wirkte in nationalsozialistischen Jugendverbänden mit und lernte viele Parteimitglieder kennen, die in ihren späteren Führungspositionen seine Karriere beförderten; darunter Viktor Brack, der als SS-Obergruppenführer 1936 Oberamtsleiter der Kanzlei des Führers wurde.
Tillmanns berufliche Laufbahn war zunächst wenig erfolgreich. Er verdingte sich in wechselnden Arbeitsgelegenheiten in der Bonbonfabrik eines Onkels, als Lichtbildvorführer in Schulen, als Vorkommandoführer einer Laienspielschar für die „Ekkehard“-Spiele und als Angestellter für das 14. Deutsche Bogenschießen. Seine schlechte finanzielle Lage hinderte ihn offensichtlich daran, die Beiträge für seine Parteimitgliedschaft zu entrichten, sodass er im August 1928 ausgeschlossen wurde. Eine kurzfristige Beschäftigung als Schriftleiter bei der „Niederrheinischen Tageszeitung“ endete im Juli 1931, als die Deutsche Bankenkrise die Wirtschaftskrise in Deutschland verschärfte.
Nach der Machtübernahme der Nationalsozialisten trat er am 1. Mai 1933 wieder in die Partei ein und konnte bei der Stadt Köln seinen beruflichen Aufstieg beginnen: Zunächst wurde er Aushilfsangestellter, dann Referent im Jugendamt, dann (wohl auch wegen seines außergewöhnlichen Organisationstalents) bereits am 1. Oktober 1933 Direktor der Wohlfahrtswaisenpflege mit dem Gehalt eines Oberregierungsrates.
Erster Direktor der Wohlfahrtswaisenpflege und Tillmanns Vorgänger war Johann Peter Mauel (1873–1944). Dieser war nicht der NSDAP beigetreten und wurde im Alter von 60 Jahren entlassen. Tillmann unterstanden alle Heime des Regierungsbezirkes der Stadt Köln und einige Privatanstalten. Seine Dienstwohnung hatte Tillmann im Waisenhaus Köln-Sülz.
Tillmann war zu dieser Zeit und auch später kein bequemer Parteigenosse; trotz schärfster Verweise geriet er immer wieder mit Parteifunktionären aneinander. Dies lag auch an seiner tief gläubigen katholischen Haltung: So setzte er gegen erhebliche Widerstände durch, dass Kruzifixe in den Räumen verblieben oder dass Gottesdienste im Waisenhaus durchgeführt werden konnten und durften. Einmal nahm Tillmann in seiner Parteiuniform an einer Fronleichnamsprozession teil; deswegen erhielt er von der NSDAP Uniformverbot. Um NSDAP-Funktionäre zu beruhigen, trat Tillman Anfang 1943 aus der Kirche aus.
Den im Reichsministerium des Innern mit der Organisation des nationalsozialistischen „Euthanasie“-Programms, der gezielten Ermordung von Kranken und Behinderten (im Sprachgebrauch ab 1945 „Aktion T4“), beauftragten Ministerialdirigenten Herbert Linden lernte Tillmann Ende 1939 bei einer Besprechung in Düsseldorf kennen. Linden veranlasste Tillmann, einen Mobilisierungsplan für die Evakuierung von Kinder- und Säuglingsheimen zu erstellen. Zu dieser Zeit hatte Tillmann bereits eine Evakuierung des Städtischen Kinderheims Köln-Sülz in das Kloster Steinfeld geplant und erste Vorbereitungen getroffen.
Im Februar oder März 1940 wurde Tillmann als Nachfolger von Gerhard Bohne für die Leitung der Büroabteilung der Zentraldienststelle T4 angeworben. Diese Tätigkeit übte er neben seinem Amt in Köln aus, indem er in der T4-Zentrale ein Zimmer im Dachgeschoss bezog und zwischen Berlin und Köln im Zweiwochenturnus pendelte sowie zwischendurch einzelne Vergasungsanstalten inspizierte.
Seine Aufgaben beschrieb er wie folgt:
„Der Büroabteilung oblag anfangs lediglich die Beaufsichtigung über die Standesämter. Später kam die Beaufsichtigung der Büroarbeiten in den Anstalten, die sich an die bereits erfolgten Tötungen anschloss, hinzu. Dazu gehörten insbesondere die Beaufsichtigung der sog. Trostbriefabteilungen [diese hatten die Hinterbliebenen der Getöteten durch standardisierte Beileidsschreiben zu informieren] und des Urnenversandes.“
Anlässlich der monatlich durchgeführten Tagungen für die Büroleiter der einzelnen Vergasungsanstalten sah Tillmann auch persönlich bei Tötungen zu. Um zu vermeiden, dass durch eine Häufung von Todesmeldungen Verdacht erregt werde, richtete er eine sogenannte „Absteckabteilung“ ein, deren Tätigkeit er wie folgt beschrieb:
„Da das [d. h. auffallend hohe Todeszahlen aus einer Anstalt] erfahrungsgemäß geeignet war, die Geheimhaltung der gesamten Aktion zu gefährden, habe ich angeordnet, daß in jedem der Standesämter große Karten an den Wänden angebracht wurden, auf denen mittels einer bunten Nadel, ähnlich wie bei den Generalstabskarten, alle eigenen Beurkundungen … verzeichnet wurden … [So] konnte man gleich feststellen, ob in der letzten Zeit aus der Nachbarschaft der Heimat dieses Getöteten schon ein anderer Todesfall eingetreten war. Traf das zu, so wurde dieser Todesfall als zu einem anderen Zeitpunkt und möglicherweise sogar an einem anderen Ort erfolgt, beurkundet.“
Als Dank für seinen mehrfachen Einsatz nach den Bombenangriffen (Evakuierung von Säuglingen und Kindern aus mehreren Kinderheimen) wurden Tillmann, nachdem er aus der Zentraldienststelle T4 1942 ausgeschieden war, am 7. November 1943 das Kriegsverdienstkreuz II. Klasse ohne Schwerter und am 22. Dezember 1943 für seine Verdienste als Büroleiter der T4-Aktion das Ehrenzeichen für deutsche Volkspflege vom Leiter der Hauptabteilung IIa der Kanzlei des Führers, Oberführer Werner Blankenburg überreicht.
Nachdem Bomben das Städtische Kinderheim Köln-Sülz in der Nacht zum 21. Februar 1943 zu 90 % zerstört hatten, zog Tillmann mit seiner Familie nach Kloster Steinfeld, wo der größte Teil der evakuierten Kinder lebte. Dort versteckte Tillmann zwei jüdische Mädchen. Auch nahm Tillmann aus Luxemburg vertriebene Schwestern vom armen Kinde Jesus (gegründet von Clara Fey) im Kölner Waisenhaus auf.
Viele Parteiobere waren mit Tillmanns Eigenmächtigkeiten nicht einverstanden. Der für den Kreis „linksrheinisch Süd“ zuständige Kreisleiter Alfons Schaller:
„Nach dem gewonnenen Krieg könne er mit den „schwarzen Nonnen“ abhauen, man habe dann für sie und den „verkappten schwarzen Bruder“ im Waisenhaus keine Verwendung mehr.“
Schließlich wurde Tillmann im Spätsommer 1944 – obwohl ausgemustert – zum Militär einberufen und an die Ostfront geschickt, wo er als Flakhelfer eingesetzt wurde.
Nach Kriegsende wurde Tillmann von den Alliierten interniert und im Juli 1946 entlassen. Ein Wiedereinstellungsantrag vom 17. September 1949 bei der Stadt Köln scheiterte wegen des laufenden Entnazifizierungsverfahrens. Am 28. März 1950 stellte die Stadt Köln fest, dass er keinen Anspruch mehr auf das Amt des Direktors der Wohlfahrtwaisenpflege habe. Eine Klage gegen diesen Bescheid beim Verwaltungsgericht Köln zog Tillmann 1951 zurück. Die Stadt Köln gestand ihm am 22. September 1953 allerdings zu, den Titel „Direktor der Wohlfahrtswaisenpflege z. Wv.“ (zur Wiederverwendung) zu führen. Zu einer solchen kam es jedoch nicht mehr. Tillmann arbeitete zunächst als Angestellter bei der „Heimstatt e. V.“ in Opladen. Als Heimleiter des Jugendwohnheimes der Stadt Wolfsburg arbeitete er von November 1951 bis Ende 1956 und übernahm anschließend die Leitung der Heimstatt „St. Barbara“ in Castrop-Rauxel.
Am 15. Juli 1960 wurde er in Untersuchungshaft genommen und angeklagt, die „Tötung von etwa 70.000 erwachsenen Insassen von Heil- und Pflegeanstalten gefördert zu haben“. Durch Beschluss des Landgerichts Dortmund vom 29. Juni 1961 (10 Js 38/60) wurde ihm Haftverschonung gewährt. Im März 1963 wurde das Verfahren gegen ihn verbunden mit den beim Landgericht Limburg anhängigen Verfahren gegen den medizinischen Leiter der Aktion T4, Werner Heyde, Hans Hefelmann, den ehemaligen Leiter der Hauptabteilung IIb der Kanzlei des Führers sowie gegen Gerhard Bohne, seinen Vorgänger in der Büroabteilung der T4-Zentraldienststelle. Der Beginn der Hauptverhandlung war auf den 18. Februar 1964 terminiert. Eine Woche vorher, am 12. Februar 1964, stürzte Tillmann aus dem achten Stockwerk des Bundesverwaltungsamtes in Köln, das 1962 am Habsburgerring fertiggestellt worden war.
Es konnte nie geklärt werden, ob Tillmann Suizid beging oder durch einen Unfall ohne Fremdeinwirkung zu Tode kam. Tillmann war Diabetiker und Asthmatiker. An seinem Todestag klagte er über Atemnot und Herzschmerzen. Es wurde damals vermutet, dass er einen plötzlichen Asthmaanfall bekam, ein Fenster aufriss und sich zu weit hinauslehnte. Ein Abschiedsbrief wurde nie gefunden.
Als sich einen Tag später der Hauptangeklagte Heyde trotz verschärfter Sicherungen in der Justizvollzugsanstalt Butzbach das Leben nahm, äußerte Generalstaatsanwalt Fritz Bauer den „Verdacht einer stillschweigenden Übereinkunft der Beteiligten, diesen Prozeß nicht stattfinden zu lassen.“ Das Verfahren gegen die beiden verbliebenen Angeklagten führte ebenfalls nicht zu einem Urteil: es wurde gegen Hans Hefelmann ab September 1964 und gegen Gerhard Bohne ab Oktober 1968 wegen Verhandlungsunfähigkeit nicht mehr fortgesetzt. Bohne starb am 8. Juli 1981, Hefelmann am 12. April 1986.